# Иванов, Василий Александрович (спортивный функционер)
Василий Александрович Иванов (3 января 1935, посёлок Листвяной Тогучинского района Новосибирской области — 3 июля 2021, Новосибирск) — советский борец классического, греко-римского стиля, мастер спорта СССР по классической борьбе (1959), Заслуженный тренер РСФСР (1969), судья международной категории FILA (1982), Заслуженный работник физической культуры Российской Федерации (1995), Заслуженный работник физической культуры и спорта Новосибирской области (2016).

## Биография
Родился в многодетной семье счетовода колхоза «Красноармеец» и домохозяйки.
Трудовую деятельность начал в 1943 году в поселке Легостаево Тогучинского района Новосибирской области, работая на тракторе, помогал старшему брату сеять лен.
В 1954 году семья переехала в Новосибирск, где увлекся классической борьбой. Занимался в секции спортивного комплекса ДСО «Динамо» под руководством В. И. Иванова.
С 1955 по 1959 год обучался в Новосибирском сельскохозяйственном институте, продолжая тренироваться и выступать на всесоюзных соревнованиях. В 1959 году выполнил норматив «Мастера спорта СССР». Параллельно с обучением в институте начинал работать тренером ДСО «Спартак» и судить соревнования по классической и вольной борьбе. В 1968 году окончил Омский государственный институт физической культуры. За время работы тренером подготовил ряд спортсменов, победителей и призеров Чемпионатов СССР и России, призеров Чемпионата Европы, членов сборной команды Советского союза и Российской Федерации — Клима Олзоева, Виктора Захарова, Анатолия Вотинцева, Михаила Внукова и других. В 1969 году В. А. Иванову присвоено звание «Заслуженный тренер РСФСР». Награжден медалью «За трудовую доблесть».
В 1973 году приглашен работать старшим тренером новосибирской Школы высшего спортивного мастерства. В этом же году В. А. Иванова избрали Президентом федерации классической борьбы Новосибирской области и присвоили звание судьи всесоюзной категории по классической и вольной борьбе".
В 1978 году Спорткомитет СССР направил В. А. Иванова на работу в Республику Куба, где он работал с 18 февраля 1978 по 18 февраля 1981 года по контракту с кубинской национальной командой. Эти годы были отмечены рядом спортивных достижений кубинских борцов. В 1979 году, впервые в истории греко-римской борьбы, кубинцы победили американских спортсменов на Панамериканских играх в Пуэрто-Рико, завоевав право участия в Кубке мира от американского континента. За это достижение Иванов был награжден правительством Кубы почетной грамотой и кубком, который храниться в музее Олимпийской славы Новосибирской области. В 1980 год В. А. Иванов в составе спортивной делегации команды Республики Куба по греко-римской борьбе участвовал Летних Олимпийских играх в Москве.
После возвращения с Кубы Иванов занимал руководящие должности в спортивной отрасли Новосибирской области, параллельно систематически организовывал и возглавлял судейство соревнований по греко-римской борьбе различного уровня — от областных до международных, многократно являлся главным судьей чемпионатов и первенств России.
В 1982 году решением международной федерации греко-римской борьбы получил звание судья международной категории FILA.
12 сентября 1988 года назначен директором новосибирской Школы высшего спортивного мастерства. За долголетний добросовестный труд в 1989 году Иванов награжден медалью «Ветеран труда».
Спортсмены школы два летних олимпийских сезона привозили в Новосибирск по пять золотых олимпийских медалей:
- ХХV летние Олимпийские игры 1992 в Барселоне — Александр Карелин (греко-римская борьба), Станислав Поздняков (фехтование, сабля-команда), Григорий Кириенко (фехтование сабля-команда), Ирина Минх (баскетбол), Андрей Перлов (легкая атлетика, спортивная ходьба 50 км);
- ХХVI летние Олимпийские игры 1996 года в Атланте — Александр Карелин (греко-римская борьба), Станислав Поздняков (фехтование, сабля-лично, сабля-команда), Григорий Кириенко (фехтование сабля-команда), Евгений Подгорный (спортивная гимнастика, команда);
- XVII зимние Олимпийские игры 1994 года в Лиллехаммере — Сергей Тарасов (биатлон; золото в индивидуальной гонке на 20 км, серебро в эстафете 4×7,5 км, бронза в спринте 10 км).

За большой вклад в развитие спорта в 1995 году Иванову присвоено звание «Заслуженный работник физической культуры Российской Федерации».
В 2002 году назначен руководителем делегации по греко-римской борьбе команды Сибирского федерального округа на Международных спортивных юношеских играх стран СНГ и Балтии. С 2004 по 2010 годы возглавлял команду Сибирского федерального округа по греко-римской борьбе на Спартакиадах учащихся и молодежи России. За большой вклад в развитие спорта и укрепление олимпийского движения в 2006 году награжден почетным знаком Олимпийского комитета России «За заслуги в развитии олимпийского движения в России».
В 2010 году Федерация спортивной борьбы Новосибирской области совместно с «Карелин-фонд» сняли фильм о тренерской деятельности В. А. Иванова: «Иванов — фамилия борцовская».
За выдающиеся спортивные достижения, заслуги в подготовке спортсменов, в организации, развитии и популяризации физической культуры и спорта, в развитии детско-юношеского спорта и спорта высших достижений в 2016 году Иванову присвоено звание «Заслуженный работник физической культуры и спорта Новосибирской области».
Похоронен на Заельцовском кладбище Новосибирска.

## Память
В память о В. А. Иванове на здании Государственного автономного учреждения Новосибирской области «Региональный центр спортивной подготовки сборных команд и спортивного резерва» (Новосибирск, ул. Сибирская) установлена мемориальная доска.